# Чумић
Чумић је насељено место града Крагујевца у Шумадијском округу. Према попису из 2022. има 1254 становника (према попису из 2011. било је 1478 становника). Насеље је основано 1720. године. Под њивама се налази 2020,5 ha, воћњацима 451,93 ha, виноградима 56,95 ha, ливадама 206,29 ha, пашњацима 63,28 ha док остало земљиште заузима 5,32 ha.
Овде се налази сеоска школа „Прота Стеван Поповић“ која је једна од најстаријих у Србији. Овде се налазе Црква Светих апостола Петра и Павла и етно комплекс Протино село.

## Демографија
У насељу Чумић живи 1351 пунолетни становник, а просечна старост становништва износи 45,8 година (44,3 код мушкараца и 47,2 код жена). У насељу има 458 домаћинстава, а просечан број чланова по домаћинству је 3,49.
Ово насеље је великим делом насељено Србима (према попису из 2002. године), а у последња три пописа, примећен је пад у броју становника.
|             | \| Демографија[4] \| Демографија[4] \| Демографија[4] \| \| Година \| Становника \| Становника \| \| -------------- \| -------------- \| -------------- \| \| 1948. \| 2.661 \| \| \| 1953. \| 2.637 \| \| \| 1961. \| 2.664 \| \| \| 1971. \| 2.457 \| \| \| 1981. \| 2.170 \| \| \| 1991. \| 1.865 \| 1.801 \| \| 2002. \| 1.600 \| 1.709 \| \| 2011. \| 1.478 \| \| \| 2022. \| 1.254 \| \| |            |
| Демографија | |            |
| Година      | Становника | Становника |
| 1948.       | 2.661 |            |
| 1953.       | 2.637 |            |
| 1961.       | 2.664 |            |
| 1971.       | 2.457 |            |
| 1981.       | 2.170 |            |
| 1991.       | 1.865 | 1.801      |
| 2002.       | 1.600 | 1.709      |
| 2011.       | 1.478 |            |
| 2022.       | 1.254 |            |

| Етнички састав према попису из 2002.‍ | Етнички састав према попису из 2002.‍ | Етнички састав према попису из 2002.‍ | Етнички састав према попису из 2002.‍ | Етнички састав према попису из 2002.‍ |
| ------------------------------------ | ------------------------------------ | ------------------------------------ | ------------------------------------ | ------------------------------------ |
|                                      |                                      |                                      |                                      |                                      |
| Срби                                 | Срби                                 |                                      | 1.570                                | 98,12%                               |
| Црногорци                            | Црногорци                            |                                      | 3                                    | 0,18%                                |
| Македонци                            | Македонци                            |                                      | 2                                    | 0,12%                                |
| Хрвати                               | Хрвати                               |                                      | 1                                    | 0,06%                                |
| Словенци                             | Словенци                             |                                      | 1                                    | 0,06%                                |
| непознато                            | непознато                            |                                      | 19                                   | 1,18%                                |

| Година пописа     | 1948. | 1953. | 1961. | 1971. | 1981. | 1991. | 2002. |
| ----------------- | ----- | ----- | ----- | ----- | ----- | ----- | ----- |
| Број домаћинстава | 562   | 578   | 604   | 585   | 548   | 477   | 458   |

| Број чланова      | 1  | 2   | 3  | 4  | 5  | 6  | 7  | 8 | 9 | 10 и више | Просек |
| ----------------- | -- | --- | -- | -- | -- | -- | -- | - | - | --------- | ------ |
| Број домаћинстава | 79 | 115 | 60 | 54 | 55 | 57 | 28 | 8 | 2 | 0         | 3,49   |

| Пол    | Укупно | Неожењен/Неудата | Ожењен/Удата | Удовац/Удовица | Разведен/Разведена | Непознато |
| ------ | ------ | ---------------- | ------------ | -------------- | ------------------ | --------- |
| Мушки  | 686    | 172              | 463          | 40             | 11                 | 0         |
| Женски | 711    | 83               | 462          | 149            | 15                 | 2         |
| УКУПНО | 1.397  | 255              | 925          | 189            | 26                 | 2         |

| Пол    | Укупно                    | Пољопривреда, лов и шумарство | Рибарство                            | Вађење руде и камена | Прерађивачка индустрија       |
| ------ | ------------------------- | ----------------------------- | ------------------------------------ | -------------------- | ----------------------------- |
| Мушки  | 453                       | 346                           | 0                                    | 0                    | 40                            |
| Женски | 305                       | 262                           | 0                                    | 0                    | 15                            |
| УКУПНО | 758                       | 608                           | 0                                    | 0                    | 55                            |
| Пол    | Производња и снабдевање   | Грађевинарство                | Трговина                             | Хотели и ресторани   | Саобраћај, складиштење и везе |
| Мушки  | 2                         | 2                             | 20                                   | 5                    | 3                             |
| Женски | 0                         | 0                             | 10                                   | 0                    | 1                             |
| УКУПНО | 2                         | 2                             | 30                                   | 5                    | 4                             |
| Пол    | Финансијско посредовање   | Некретнине                    | Државна управа и одбрана             | Образовање           | Здравствени и социјални рад   |
| Мушки  | 1                         | 2                             | 3                                    | 6                    | 3                             |
| Женски | 0                         | 0                             | 1                                    | 4                    | 7                             |
| УКУПНО | 1                         | 2                             | 4                                    | 10                   | 10                            |
| Пол    | Остале услужне активности | Приватна домаћинства          | Екстериторијалне организације и тела | Непознато            | Непознато                     |
| Мушки  | 1                         | 0                             | 0                                    | 19                   | 19                            |
| Женски | 0                         | 0                             | 0                                    | 5                    | 5                             |
| УКУПНО | 1                         | 0                             | 0                                    | 24                   | 24                            |